# Imperata cylindrica
Pour les articles homonymes, voir paillote.
Espèce
Imperata cylindrica, impérate cylindrique, imperata cylindrique, paille de diss ou paillote, est une espèce de plantes monocotylédones de la famille des Poaceae, originaire d'Asie du Sud-Est.
C'est une plante herbacée vivace, rhizomateuse, monoïque, qui peut atteindre 1,5 m de haut. Présente dans toutes les régions tropicales et tempérées chaudes du monde, appréciée pour certaines utilisations, en particulier comme plante ornementale ou pour ses fibres, c'est avant tout une mauvaise herbe affectant de nombreuses cultures et considérée comme une plante envahissante dans plusieurs pays.
Imperata cylindrica figure dans la liste des 100 espèces les plus envahissantes du monde établie par l'IUCN (Union internationale pour la conservation de la nature).

## Étymologie
Le nom générique « Imperata » est un hommage au pharmacien et naturaliste napolitain, Ferrante Imperato (1550-1625).
L'épithète spécifique « cylindrica » est un adjectif latin qui se réfère à la forme cylindrique des inflorescences.

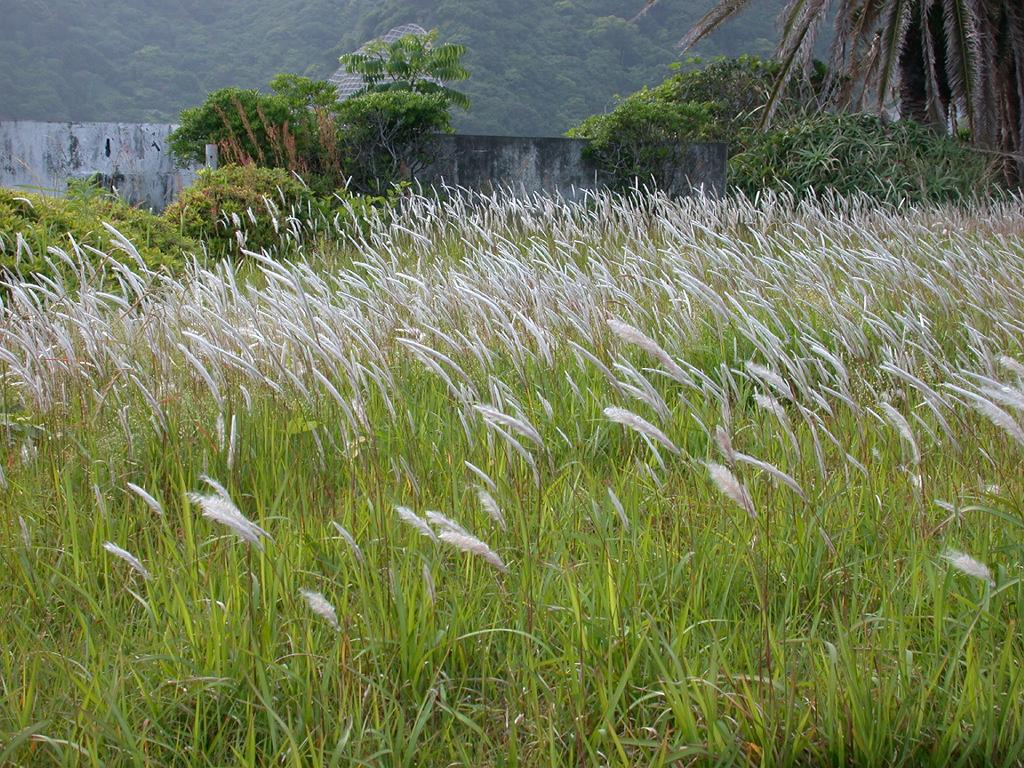
Prairie dImperata cylindrica au Japon

## Description

### Aspect général
Imperata cylindrica est une herbe haute pouvant aller jusqu'à 120 centimètres. Elle est considérée comme une espèce pyrophile : même verte, elle s'enflamme facilement et provoque des feux sur les collines, provoquant l'éclosion de ses graines et l'élimination des concurrentes. Sa nature vivace, adaptée aux sécheresses et à la forte salinité des sols fait d'elle un colonisateur nuisible des autres espèces qu'elle tend à remplacer.

### Feuilles

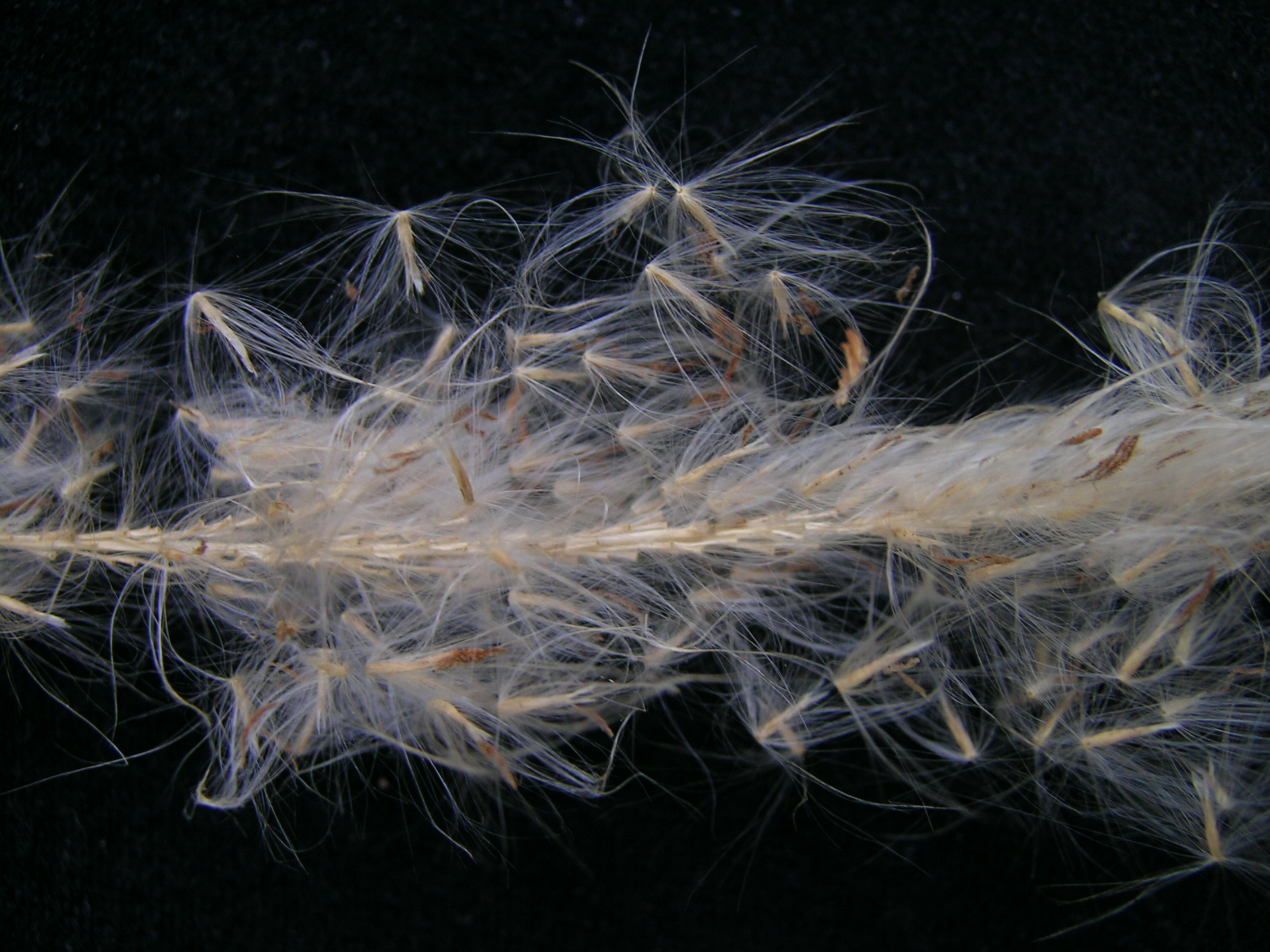
Graines dImperata cylindrica

Ses feuilles, qui peuvent mesurer jusqu'à 1 mètre de long, sont d'un vert franc et frais. Elles naissent d'une base au duvet clair léger, de forme cylindrique (à l'origine de son nom latin). Elles sont marquées par une nervure médiane plus claire et présentent sur leurs faces cachées la particularité d'être d'un rouge sang aux accents andrinople, vermillon et corail.

### Fleurs
Les fleurs sont des panicules fusiformes lâches et soyeuses qui se forment au bout des feuilles.
La floraison a lieu de mai à juillet.
A l'état naturel elle ne fleurit généralement qu'à la suite d'un stress (feu, coupe ou sécheresse), l'anthèse se produisant de 4 à 6 semaines plus tard.

### Fruits
Les fruits sont des caryopses ellipsoïdaux, pointus au sommet ; chaque plante peut en produire 3000.
Les graines n'ont pas de dormance et sont viables pendant plus de un an, avec un taux de germination moyen de 80 % à 90 %, une préférence pour un pH 5 et une lumière abondante.

## Distribution et habitat
Imperata cylindrica est une espèce originaire d'Asie de l'Est et du Sud-Est, naturellement présente en Chine, au Japon, aux Philippines, en Indonésie, en Papouasie-Nouvelle-Guinée, mais aussi en Australie, en Afrique de l'Ouest et en Amérique du Nord.

## Caractère envahissant
L'espèce forme des prairies denses qui peuvent, en bordure de forêt, freiner l'extension des formations boisées. Plusieurs mécanismes et stratégies lui permettent de maintenir sa dominance sur l'écosystème local :

### Rhizomes efficaces
Elle peut se propager par graine ou par rhizome. Après un feu, des rhizomes apparaissent rapidement, produisant des pousses à des intervalles entre 25 cm et 50 cm. Depuis un seul point de départ, ils peuvent produire 350 pousses en 6 semaines et couvrir 4m² en 11 semaines. Une observation de 1983 a noté une croissance du rhizome de 2,73 m en 109 jours (un peu plus de 15 semaines) ; chaque pousse de 15 cm peut produire une moyenne de 181 pousses/m2 en 6 mois grâce aux rhizomes. Plus de 80 % des pousses sont issues des rhizomes qui se trouvent à moins de 15 cm sous la surface du sol.

### Résistance au feu
Les parties aériennes brûlent plus rapidement et fournissent une température nettement plus élevée que les herbes classiques de prairie, ce qui détruit la plupart des autres plantes - y compris les arbres. De plus, le feu consume les vieilles feuilles d'I. cylindrica, ce qui encourage la croissance de nouvelles pousses à partir des rhizomes.

### Fixation du carbone en C4
Un autre avantage est la fixation du carbone en C4. Parmi les 18 plantes les plus envahissantes, 14 effectuent la fixation du carbone en C4 - dont I. cylindrica. Les espèces en C4 sont plus compétitives en climat tropical car elles tolèrent généralement mieux la lumière (higher light saturation point) et leur photorespiration est moins dépendante de la température que les espèces en C3.

### Tolérance aux sols pauvres et capacité d'extraction
Elle a une tolérance élevée pour les sols pauvres et est très efficace pour l'extraction des nutriments existants. Ceci est un atout important pour coloniser des plantations abandonnées après épuisement du sol. Sur les sols riches, elle est plus aisément - ou moins difficilement - dominée par d'autres plantes.

### Allélopathie
De nombreux ouvriers agricoles ont noté un effet allélopathique. Des expériences de compétition entre I. cylindrica d'une part et du maïs et du sorgho d'autre part, ont montré que les céréales souffraient plus de la présence d’I. cylindrica qu'elle-même ne souffrait de la présence des autres plantes - ce qui définit l'allélopathie. Le même effet a été observé avec Stylosanthes guianensis (une fabacée servant de fourrage). Des feuilles d’I. cylindrica écrasées suppriment la croissance chez le riz de montagne, le maïs et le soja plantés 5 à 6 semaines après l'adjonction des feuilles dans le sol - mais n'affectent pas l'arachide (cacahuètes). Les extraits de feuilles suppriment la croissance chez la tomate et le concombre. 

Cette allélopathie est cyclique : elle dépend de la phase de croissance où se trouve I. cylindrica (elle est plus forte lorsque la plante est en periode de production de rhizomes et de feuilles). Elle est modifiée par l'hygrométrie du sol, la température et le contenu de matière organique du sol. Elle est dépendante de plusieurs composants. Et il semble qu'elle soit plus active avec un pH inférieur à 6.
L'ajout d'azote a renversé les pertes de récolte de maïs induites par I. cylindrica ; l'urée a eu le même effet pour les pertes de croissance des plantules de riz, et l'association urée et triple super phosphate sur le maïs. On a supposé que le riz avait été supprimé par la compétition avec les micro-organismes responsables de la décomposition des rhizomes. Des ratios C / N très élevés ont été notés dans les tissus de I. cylindrica : 70 à 90 / 1 dans les jeunes feuilles et jusqu'à 200 / 1 dans les feuilles mortes. Des ratios aussi élevés engendrent une décomposition très lente des tissus et inhibent la croissance des plantes cultivées. Cet effet est contré avec l'ajout d'azote.

### Adaptation à l'ombrage
I. cylindrica s'adapte à l'ombrage (par exemple lorsque des arbres commencent à former une canopée) en produisant des plantes plus hautes et des feuilles plus larges. Il faut une réduction de 80 % de la lumière pour que sa vitesse de croissance soit réduite de 50 %.

### Avantages
Dans certaines circonstances, le caractère envahissant peut devenir un avantage : sa profusion même aide à réduire l'érosion des sols, en particulier dans les plantations abandonnées après apauvrissement du sol - là où peu d'espèces survivent. De plus, I. cylindrica améliore la structure mécanique des sols et facilite ainsi la circulation de l'eau ; et elle restaure la fertilité en extrayant des nutriments dans les couches profondes des sols.

## Utilisations

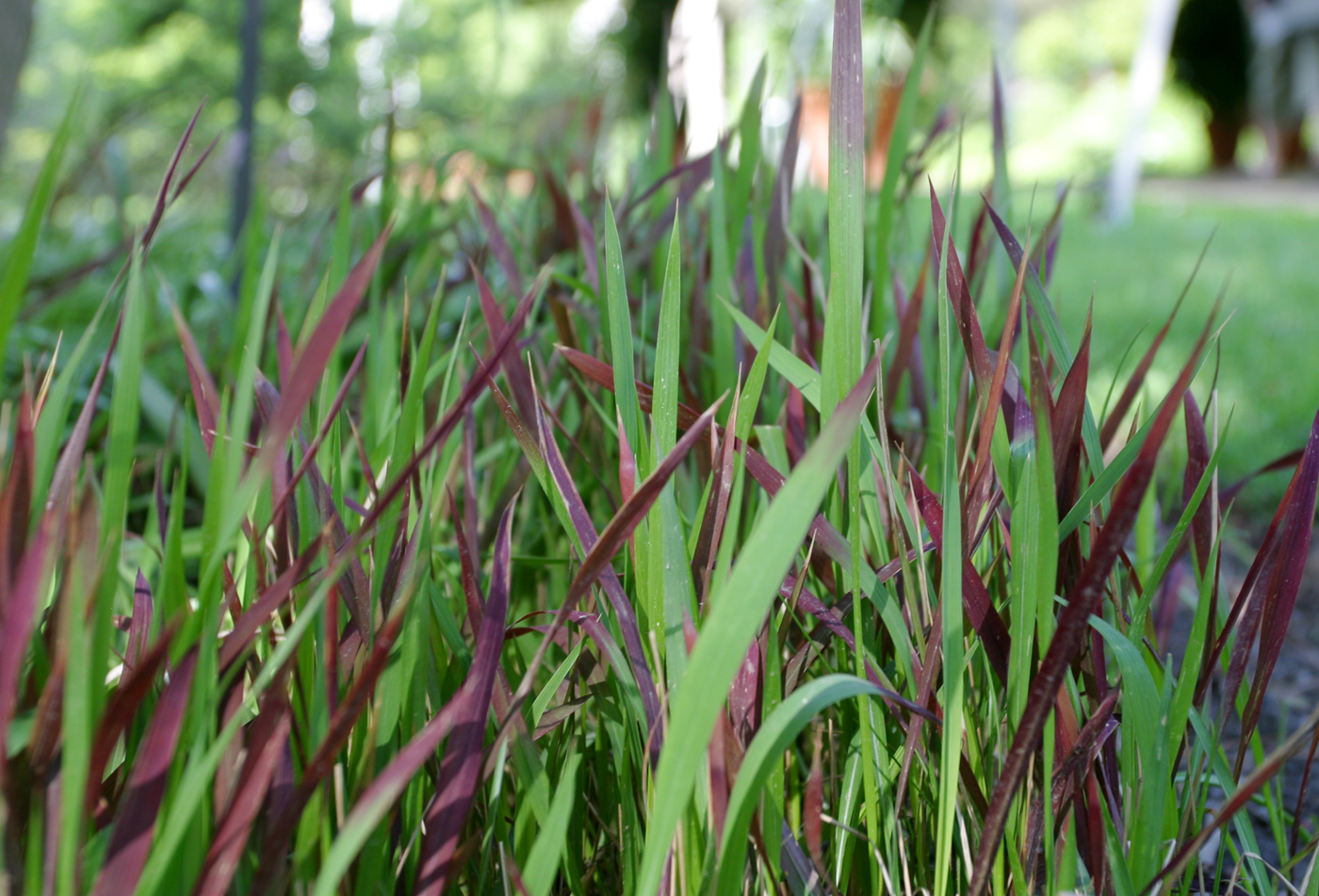
Imperata cylindrica 'Red Baron'

### Horticulture
Imperata cylindrica est cultivée comme ornementale et a quelques cultivars.
Appelée Chigaya (チガヤ) au Japon, des tiges pourpres sont surmontées à la fin de l'été et au début de l'automne d'une floraison d'épillets plumeux stériles argentés.
Sa couleur rouge, rare, est évoquée par l'écrivain et dame de cour Murasaki Shikibu.[réf. nécessaire]
La plantation se fait au printemps dans un sol riche, frais et bien drainé. Il faut choisir un emplacement au soleil ou à mi-ombre si l'on souhaite obtenir des couleurs prononcées[réf. nécessaire].

### Utilisation médicinale
Imperata cylindrica est antipyrétique, astringent, diurétique et hémostatique. En médecine thaï, la racine est employée dans le traitement des urines avec du sang, de la phlegme ou des vomissements sanglants. Il est aussi employé dans le traitement des fièvres, des infections du tract urinaire, des troubles et calculs rénaux, cystite et leucorrhée par une décoction de 40-50 grammes de racine fraîche. Boire 75 ml de la décoction 3 fois dans la journée, avant les repas.

### Construction
Cette espèce est utilisée pour la couverture des cases traditionnelles mélanésiennes en Nouvelle-Calédonie et des maisons traditionnelles à Sumba (Indonésie).

### Pâture
Seules les jeunes plantes jusqu'à 25 cm de hauteur font une pâture adéquate. Les feuilles matures ont une pointe terminale et des bords acérés, qui peuvent causer des irritations dans la bouche et les herbivores les évitent. Dans le parc national Queen Elizabeth en Ouganda, les éléphants la mangent pendant la saison sèche. Les porcs mangent les rhizomes.

### Autres utilisations
Au Nord-Cameroun, les tiges d’Imperata cylindrica sont utilisées comme hampes de flèches par les populations Fali au nord du Mont Tinguelin.

## Taxinomie
Imperata cylindrica a été décrite et publiée de façon valide en premier en 1759 par Linné sous le basionyme Lagurus cylindricus. Le botaniste allemand Ernst Adolf Räuschel avait décrit l'espèce sous le nom d'Imperata cylindrica Raeusch., description publiée en 1797 dans Nomenclator Botanicus et invalidée par la suite.
Elle a été renommée en 1812 par le botaniste et entomologiste français, Palisot de Beauvois, qui lui attribua le nom accepté actuel, Imperata cylindrica (L.) P.Beauv..

### Synonymes
Selon Catalogue of Life (21 août 2016) :
- Arundo epigeios Forssk. ex Steud., pro syn.
- Calamagrostis lagurus Koeler, nom. superfl.
- Imperata allang Jungh.
- Imperata angolensis Fritsch
- Imperata arundinacea Cirillo
- Imperata arundinacea var. africana Andersson
- Imperata arundinacea var. europaea Andersson
- Imperata arundinacea var. indica Andersson
- Imperata arundinacea var. koenigii (Retz.) Benth.
- Imperata arundinacea var. latifolia Hook.f.
- Imperata arundinacea var. pedicellata (Steud.) Debeaux
- Imperata arundinacea var. thunbergii (Retz.) Stapf, nom. superfl.
- Imperata cylindrica var. africana (Andersson) C.E.Hubb.
- Imperata cylindrica var. europaea (Andersson) Asch. & Graebn.
- Imperata cylindrica var. koenigii (Retz.) Pilg.
- Imperata cylindrica subsp. koenigii (Retz.) Tzvelev
- Imperata cylindrica var. latifolia (Hook.f.) C.E.Hubb.
- Imperata cylindrica var. major (Nees) C.E.Hubb.
- Imperata cylindrica f. pallida Honda
- Imperata cylindrica var. parviflora Batt. & Trab.
- Imperata cylindrica var. pedicellata (Steud.) Debeaux
- Imperata cylindrica var. thunbergii (Retz.) T.Durand & Schinz, nom. superfl.
- Imperata dinteri Pilg.
- Imperata filifolia Nees ex Steud.
- Imperata koenigii (Retz.) P.Beauv.
- Imperata koenigii var. major Nees
- Imperata laguroides (Pourr.) J.Roux
- Imperata latifolia (Hook.f.) L.Liu
- Imperata pedicellata Steud.
- Imperata praecoquis Honda
- Imperata robustior A.Chev.
- Imperata sieberi Opiz
- Imperata sisca P.Beauv. ex Steud., pro syn.
- Imperata thunbergii (Retz.) Nees
- Lagurus cylindricus L.
- Saccharum cylindricum (L.) Lam.
- Saccharum diandrum J.Koenig ex Retz., nom. nud.
- Saccharum europaeum Pers., nom. superfl.
- Saccharum indum Pers., pro syn.
- Saccharum koenigii Retz.
- Saccharum laguroides Pourr.
- Saccharum sisca Cav.
- Saccharum spicatum Burm. ex Kunth, pro syn.
- Saccharum spicatum J.Presl, nom. superfl.
- Saccharum thunbergii Retz.

### Liste des sous-espèces et variétés
Selon Tropicos (21 août 2016) (Attention liste brute, peut contenir des synonymes) :
- sous-espèce Imperata cylindrica subsp. cylindrica
- sous-espèce Imperata cylindrica subsp. koenigii (Retz.) Tzvelev
- variété Imperata cylindrica var. africana (Andersson) C.E. Hubb.
- variété Imperata cylindrica var. condensata (Steud.) Hack.
- variété Imperata cylindrica var. cylindrica
- variété Imperata cylindrica var. europea (Andersson) Asch. & Graebn.
- variété Imperata cylindrica var. glabrescens (Buse) Ohwi
- variété Imperata cylindrica var. koenigii (Retz.) Benth. ex Pilg.
- variété Imperata cylindrica var. latifolia (Hook. f.) C.E. Hubb.
- variété Imperata cylindrica var. major (Nees) C.E. Hubb.
- variété Imperata cylindrica var. mexicana (Rupr.) D.B. Ward
- variété Imperata cylindrica var. parviflora Batt. & Trab.
- variété Imperata cylindrica var. thunbergii (Retz.) T. Durand & Schinz

La variété major est dominante en Asie, Australasie, Afrique de l'Est et Inde ; europa est dans l'espace méditerranéen et en Asie centrale ; condensata est au centre du Chili ; latifolia ne se trouve que dans le nord de l'Inde et uniquement en terrains humides.